# Puchar Narodów Afryki 2017 (kwalifikacje)/Grupa L
W grupie L eliminacji Pucharu Narodów Afryki 2017 grają:
- Gwinea
- Malawi
- Zimbabwe
- Suazi

## Tabela
| Msc. | Zespół   | M | W | R | P | Br+ | Br- | +/- | Pkt |
| ---- | -------- | - | - | - | - | --- | --- | --- | --- |
| 1    | Zimbabwe | 6 | 3 | 2 | 1 | 11  | 4   | +7  | 11  |
| 2    | Suazi    | 6 | 2 | 2 | 2 | 6   | 9   | -3  | 8   |
| 3    | Gwinea   | 6 | 2 | 2 | 2 | 5   | 5   | 0   | 8   |
| 4    | Malawi   | 6 | 1 | 2 | 3 | 5   | 9   | -4  | 5   |

|          | Gwinea | Malawi | Zimbabwe |     |
| -------- | ------ | ------ | -------- | --- |
| Gwinea   | X      | 0:0    | 1:0      | 1:2 |
| Malawi   | 1:2    | X      | 1:2      | 1:0 |
| Zimbabwe | 1:1    | 3:0    | X        | 4:0 |
| Suazi    | 1:0    | 2:2    | 1:1      | X   |

## Wyniki

### Kolejka 1
| 12 czerwca 2015 20:00 CET | Gwinea · Kamano 68' | 1:2(0:1)Raport | Suazi · 11', 84' Tsabedze | Stade Mohamed V, Casablanca Sędzia: Manuel Antonio Timas Mendes |
|                           |                     |                |                           |                                                                 |

| 13 czerwca 2015 14:30 CET | Malawi · Banda 24' | 1:2(1:1)Raport | Zimbabwe · 23' Malajila · 83' Billiat | Kamuzu Stadium, Blantyre Sędzia: Christopher Nde |
|                           |                    |                |                                       |                                                  |

### Kolejka 2
| 6 września 2015 15:00 CET | Zimbabwe · Musona 34' | 1:1(1:1)Raport | Gwinea · 2' Traoré | Rufaro Stadium, Harare Sędzia: Leonard Johannes |
|                           |                       |                |                    |                                                 |

| 6 września 2015 15:00 CET | Suazi · Mzava 15' · Mabila 63' | 2:2(1:2)Raport | Malawi · 8' Phiri · 17' Msowoya | Somholo National Stadium, Lobamba Sędzia: Osiase William Koto |
|                           |                                |                |                                 |                                                               |

### Kolejka 3
| 25 marca 2016 14:30 CET | Suazi · Badenhorst 2' | 1:1(1:1)Raport | Zimbabwe · 44' (sam.) Ndlovu | Somholo National Stadium, Lobamba Sędzia: Hélder Martins de Carvalho |
|                         |                       |                |                              |                                                                      |

| 25 marca 2016 18:00 CET | Gwinea | 0:0(0:0)Raport | Malawi | Stade du 28 Septembre, Konakry Sędzia: Youssef Essrayri |
|                         |        |                |        |                                                         |

### Kolejka 4
| 28 marca 2016 15:00 CET | Zimbabwe · Musona 53' (k) · Nhamoinesu 59' · Rusike 78' · Billiat 86' | 4:0(0:0)Raport | Suazi | Narodowy Stadion Sportowy, Harare Sędzia: Ali Mohamed Adelaid |
|                         |                                                                       |                |       |                                                               |

| 29 marca 2016 14:30 CET | Malawi · Msowoya 31' | 1:2(1:1)Raport | Gwinea · 45' Yattara · 60' Sylla | Kamuzu Stadium, Blantyre Sędzia: Parmendra Nunkoo |
|                         |                      |                |                                  |                                                   |

### Kolejka 5
| 5 czerwca 2016 15:00 CET | Suazi · Ndzinisa 46' | 1:0(0:0)Raport | Gwinea | Somholo National Stadium, Lobamba Sędzia: Janny Sikazwe |
|                          |                      |                |        |                                                         |

| 5 czerwca 2016 15:00 CET | Zimbabwe · Musona 15' (k) · Billiat 36' · Malajila 90' | 3:0(2:0)Raport | Malawi | Narodowy Stadion Sportowy, Harare Sędzia: Juste Ephrem Zio |
|                          |                                                        |                |        |                                                            |

### Kolejka 6
| 4 września 2016 15:00 CET | Malawi · Phiri 9' | 1:0(1:0)Raport | Suazi | Kamuzu Stadium, Blantyre Sędzia: Jean-Jacques Ndala Ngambo |
|                           |                   |                |       |                                                            |

| 4 września 2016 19:00 CET | Gwinea · Michel 12' | 1:0(1:0)Raport | Zimbabwe | Stade du 28 Septembre, Konakry Sędzia: Mohamed Ragab Omar |
|                           |                     |                |          |                                                           |